# ساشا کراینوویچ
ساشا کراینویچ، (به صربی: Saša Krajnović) (به صربیِ سیریلیک: Саша Крајновић) (زادهٔ ۱۵ اوت ۱۹۸۹ در بلگراد)، بازیکن فوتبال اهل صربستان است که در سال ۲۰۱۱ در تیم فوتبال شهرداری تبریز بازی می‌کرد.